# Zilora alabamensis
Zilora alabamensis is een keversoort uit de familie zwamspartelkevers (Melandryidae). De wetenschappelijke naam van de soort werd in 1938 gepubliceerd door Mank.